# Ecpyrrhorrhoe fimbriata
Ecpyrrhorrhoe fimbriata is een vlinder uit de familie van de grasmotten (Crambidae), uit de onderfamilie van de Pyraustinae. De wetenschappelijke naam van deze soort is voor het eerst voorgesteld als Ebulea fimbriata door Frederic Moore in een publicatie uit 1886.
De soort komt voor in Sri Lanka, China (Guizhou).